# Carmona (Cantabria)
Carmona es un  núcleo de población, perteneciente al Ayuntamiento de Cabuérniga (Cantabria), que dista 11 km de la capital del municipio. 
Situada en aguas vertientes al río Nansa, es un pueblo declarado Conjunto Histórico-Artístico, donde queda perfectamente reflejada la arquitectura típica de las casonas montañesas. Son tradicionales el ganado vacuno de raza tudanca y artesanía de madera, siendo especialmente típicas las albarcas y la profesión de albarquero.
Está catalogado como uno de Los Pueblos Más Bonitos de España desde el año 2019 y pertenece desde entonces a la asociación homónima.